# Steve Smith (koszykarz)
Steven Delano Smith (ur. 31 marca 1969 w Highland Park, Michigan) – były koszykarz NBA, grający na pozycji rzucającego obrońcy (201 cm wzrostu). Mistrz olimpijski z Sydney i mistrz świata z 1994 r. 
Wybrany w drafcie 1991 r. z nr 5. przez Miami Heat, Smith rozegrał tam trzy sezony. W  1992 r. został wybrany do  NBA All-Rookie First Team. Sprzedany do Atlanta Hawks spędził tam 5 lat, następnie trafił na 2 sezony do Portland Trail Blazers. W 2001 r. przeszedł do San Antonio Spurs, gdzie w 2003 r. zdobył swój jedyny pierścień mistrzowski. Dwa ostatnie sezony spędził w New Orleans Hornets, Charlotte Bobcats, a karierę skończył w swym pierwszym klubie, w Miami w 2005 r.
Jeden raz wystąpił w meczu gwiazd NBA, w 1998 r.
Smith wyróżniał się zwłaszcza w rzutach za 3 pkt i rzutach osobistych, osiągając w karierze średnie, odpowiednio, 35,8% i 84,5%. Jest jednym z trzech graczy w historii NBA, którzy trafili w jednej kwarcie 7 rzutów za 3 punkty.
Steve Smith jest znany ze swej działalności charytatywnej. Podarował swej macierzystej uczelni, Michigan State University sumę 2,5 mln dolarów, za którą zbudowano Clara Bell Smith Student-Athlete Academic Center, nazwana na cześć wcześnie zmarłej matki Stevena. Podarował także 600.000 dolarów swojej szkole średniej - Pershing High School w Detroit. Za swą działalność otrzymał William Beckham Community Service Award, NBA Sportsmanship Award (w 2002 r.) oraz J. Walter Kennedy Citizenship Award (w 1998 r). Został także zaliczony w poczet członków The World Sports Humanitarian Hall of Fame.
Obecnie pracuje jako komentator telewizyjny.

## Osiągnięcia

### NBA
- Mistrz NBA (2003)
- Zaliczony do I składu debiutantów NBA (1992)[1]
- Lider:
  - sezonu regularnego w skuteczności rzutów za 3 punkty (2002)
  - play-off w skuteczności rzutów za 3 punkty (1992)[2]
- Uczestnik meczu gwiazd NBA (1998)
- Laureat nagrody:
  - NBA Sportsmanship Award (2002)[3]
  - J. Walter Kennedy Citizenship Award (1998)[4]

### Kadra
- Mistrz:
  - świata (Toronto - 1994)
  - olimpijski (Sydney - 2000)
  - Ameryki (1999)
  - Uniwersjady (1989)